# Nils Rosén
Nils Rosén (ur. 22 maja 1902 w Helsingborgu, zm. 26 czerwca 1951) – szwedzki piłkarz, grający na pozycji pomocnika.

## Kariera klubowa
Podczas kariery piłkarskiej Nils Rosén występował w Helsingborgs IF. Z Helsingborgu czterokrotnie zdobył mistrzostwo Szwecji w 1929, 1930, 1933 i 1934. Ogółem w barwach Helsingborga rozegrał 212 spotkania, w których zdobył 12 bramek.

## Kariera reprezentacyjna
W reprezentacji Szwecji Rosén zadebiutował 21 czerwca 1925 w wygranym 1-0 towarzyskim meczu z Niemcami. W 1934 József Nagy, ówczesny selekcjoner reprezentacji Szwecji powołał Roséna na mistrzostwa świata. Na turnieju we Włoszech wystąpił w obu meczach Szwecji – z Argentyną i Niemcami. W meczach tych pełnił funkcję kapitana. Ostatni raz w reprezentacji wystąpił 23 września 1934 w wygranym 3-1 towarzyskim meczu z Łotwą. W latach 1925–1934 wystąpił w reprezentacji 25 razy.
| Mecze i gole w reprezentacji | Mecze i gole w reprezentacji | Mecze i gole w reprezentacji | Mecze i gole w reprezentacji | Mecze i gole w reprezentacji | Mecze i gole w reprezentacji | Mecze i gole w reprezentacji |
| #                            | Data                         | Miasto                       | Przeciwnik                   | Gol                          | Wynik                        |                              |
| ---------------------------- | ---------------------------- | ---------------------------- | ---------------------------- | ---------------------------- | ---------------------------- | ---------------------------- |
| 1.                           | 21.06.1925                   | Sztokholm                    | Niemcy                       |                              | 1:0                          | towarzyski                   |
| 2.                           | 20.06.1926                   | Norymberga                   | Niemcy                       |                              | 3:3                          | towarzyski                   |
| 3.                           | 03.10.1926                   | Kopenhaga                    | Dania                        |                              | 0:2                          | Puchar Nordycki              |
| 4.                           | 30.09.1928                   | Sztokholm                    | Niemcy                       |                              | 2:0                          | towarzyski                   |
| 5.                           | 14.06.1929                   | Solna                        | Finlandia                    |                              | 3:1                          | Puchar Nordycki              |
| 6.                           | 23.06.1929                   | Kolonia                      | Niemcy                       |                              | 0:3                          | towarzyski                   |
| 7.                           | 06.07.1930                   | Sztokholm                    | Norwegia                     |                              | 6:3                          | Puchar Nordycki              |
| 8.                           | 28.09.1930                   | Liège                        | Belgia                       |                              | 2:2                          | towarzyski                   |
| 9.                           | 16.11.1930                   | Wiedeń                       | Austria                      |                              | 1:4                          | towarzyski                   |
| 10.                          | 17.06.1931                   | Sztokholm                    | Niemcy                       |                              | 0:0                          | towarzyski                   |
| 11.                          | 28.06.1931                   | Sztokholm                    | Dania                        |                              | 3:1                          | Puchar Nordycki              |
| 12.                          | 03.07.1931                   | Sztokholm                    | Finlandia                    |                              | 8:2                          | Puchar Nordycki              |
| 13.                          | 27.09.1931                   | Oslo                         | Norwegia                     |                              | 1:2                          | Puchar Nordycki              |
| 14.                          | 08.11.1931                   | Budapeszt                    | Węgry                        |                              | 1:2                          | towarzyski                   |
| 15.                          | 10.06.1932                   | Helsinki                     | Finlandia                    |                              | 3:1                          | Puchar Nordycki              |
| 16.                          | 19.06.1932                   | Kopenhaga                    | Dania                        |                              | 1:3                          | Puchar Nordycki              |
| 17.                          | 01.07.1932                   | Göteborg                     | Norwegia                     |                              | 1:4                          | Puchar Nordycki              |
| 18.                          | 25.09.1932                   | Sztokholm                    | Litwa                        |                              | 8:1                          | towarzyski                   |
| 19.                          | 24.09.1933                   | Oslo                         | Norwegia                     |                              | 1:0                          | Puchar Nordycki              |
| 20.                          | 23.05.1934                   | Sztokholm                    | Polska                       |                              | 4:2                          | towarzyski                   |
| 21.                          | 27.05.1934                   | Bolonia                      | Argentyna                    |                              | 3:2                          | Mundial 1934                 |
| 22.                          | 31.05.1934                   | Mediolan                     | III Rzesza                   |                              | 1:2                          | Mundial 1934                 |
| 23.                          | 17.06.1934                   | Kopenhaga                    | Dania                        |                              | 5:3                          | Puchar Nordycki              |
| 24.                          | 01.07.1934                   | Sztokholm                    | Norwegia                     |                              | 3:3                          | Puchar Nordycki              |
| 25.                          | 23.09.1934                   | Sztokholm                    | Łotwa                        |                              | 3:1                          | towarzyski                   |